# 1994 Shane
Az 1994 Shane (ideiglenes jelöléssel 1961 TE) a Naprendszer kisbolygóövében található aszteroida. Indianai Egyetem fedezte fel 1961. október 4-én.